# Sanda holme naturreservat
Sanda holme naturreservat är ett naturreservat i Nyköpings kommun i Södermanlands län.
Området är naturskyddat sedan 1987 och är 106 hektar stort. Reservatet omfattar Sanda holme med kringliggande småöar kobbar och vattenytor i Nyköpings skärgård. 